# Limbonic Art
Limbonic Art é uma banda norueguesa de black metal sinfônico criada em 1993 por Daemon.

## História
Inicialmente a banda era composta por quatro membros. Depois dos restantes três membros terem abandonado a banda, Daemon conheceu Morfeus. Juntos gravaram duas demos e conseguiram um contrato com a editora Nocturnal Art Productions. 
No Outono de 1996 a banda lançou o seu primeiro álbum Moon in the Scorpio. Seguem-se In Abhorrence Dementia (1997), Ad Noctum - Dynasty Of Death (1999) e The Ultimate Death Worship (2002)
A banda excursionou com bandas como Morbid Angel, Emperor, Impaled Nazarene, Amorphis e Peccatum. 
A banda separou-se em 2003, mas voltou a juntar-se a 06/06/2006, e em 2007 lançou um novo álbum: Legacy Of Evil.

## Membros

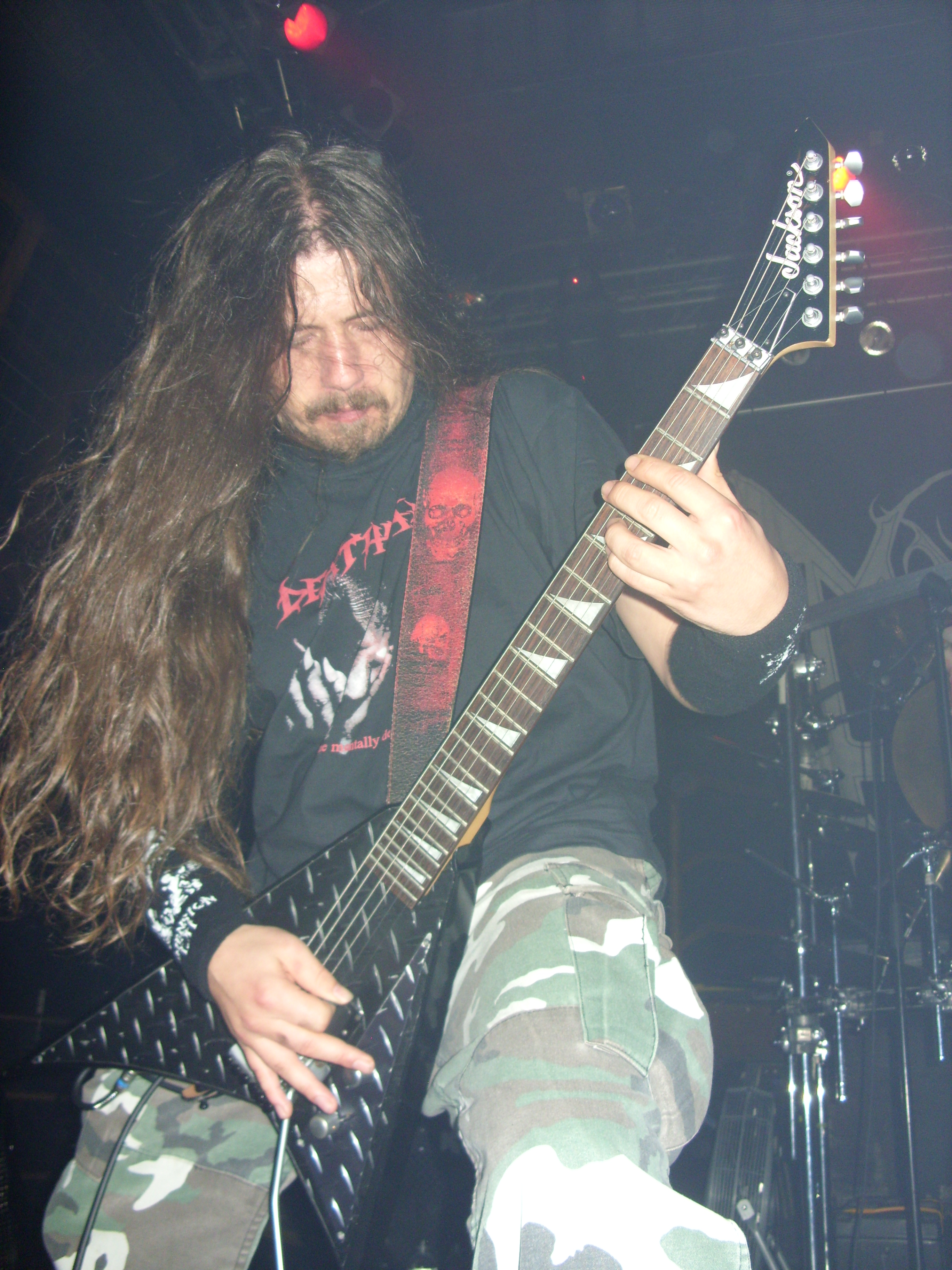
Morfeus, um dos fundadores da banda.

### Actuais
- Daemon (Vidar Jensen) - vocais, guitarra, bateria programada, baixo, teclado (1993-2003, 2006-presente)

### Ex-membros
- Morfeus (Krister Dreyer) - vocais, guitarra, bateria programada, baixo, teclado (1993-2003, 2006-2009)
- Per Eriksen - bateria  (1995-1996)

Músicos convidados
- Morgana (Anne Aasebø) - vocais femininos em Moon in the Scorpio
- Lisbeth Fagerheim - vocais femininos In Abhorrence Dementia
- Attila Csihar - vocais em The Ultimate Death Worship

## Discografia
- 1996 - Moon in the Scorpio
- 1997 - In Abhorrence Dementia
- 1998 - Epitome of Illusions
- 1999 - Ad Noctum - Dynasty of Death
- 2002 - The Ultimate Death Worship
- 2007 - A Legacy of Evil
- 2010 - Phantasmagoria
- 2017 - Spectre Abysm

## Ligações Externas
- Myspace da banda